# Day One (1989)
Day One é um docudrama estadunidense de 1989 escrito por David W. Rintels e dirigido por Joseph Sargent, sobre o Projeto Manhattan. Baseado no livro de Peter Wyden, o filme é estrelado por Brian Dennehy, David Strathairn e Michael Tucker. Estreou em 5 de março de 1989 na rede CBS.
O filme foi aclamado pela crítica por sua precisão histórica, e ganhou o prêmio Emmy de melhor telefilme.

## Elenco
- Brian Dennehy como General Leslie Groves
- David Strathairn como J. Robert Oppenheimer
- Michael Tucker como Leo Szilard
- Hume Cronyn como James F. Byrnes
- Richard Dysart como Presidente Harry S. Truman
- Hal Holbrook como General George Marshall
- Barnard Hughes como Secretário de Estado da Guerra Henry Stimson
- John McMartin como Arthur Compton
- David Ogden Stiers como Presidente Franklin D. Roosevelt
- Anne Twomey como Kitty Oppenheimer
- Olek Krupa como Edward Teller
- Tony Shalhoub como Enrico Fermi
- Stephan Balint como Eugene Wigner
- John Pielmeier como Seth Neddermeyer
- Peter Boretski como Albert Einstein
- Patrick Breen como Richard Feynman
- Michael Sinelnikoff como Ernest Rutherford
- Nicholas Kilbertus como Paul Tibbets